# Propilidium lissocona
Propilidium lissocona är en snäckart som först beskrevs av Dall 1927.  Propilidium lissocona ingår i släktet Propilidium och familjen Lepetidae. Inga underarter finns listade i Catalogue of Life.